# ボンボンブラザース
ボンボンブラザースは、太神楽曲芸のコンビ。太神楽曲芸協会および落語芸術協会所属。出囃子は『調練』。
日本の古典曲芸とドイツ式ジャグリングをミックスさせた曲芸を行う。

## 鏡味勇二郎
鏡味 勇二郎（かがみ ゆうじろう、1944年3月21日 - ）は、太神楽曲芸師。東京都台東区出身。本名∶大宮 條太郎。
- 1955年 - 鏡味時二郎に入門。

## 鏡味繁二郎
鏡味 繁二郎（かがみ しげじろう、1943年3月17日 - ）は、太神楽曲芸師。東京都中野区出身。太神楽曲芸協会副会長。タレントの堺正章は従兄弟。本名∶栗原 重夫。
- 1956年 - 鏡味時二郎に入門。

## 来歴など
1962年コンビ結成。コンビ名は浅草松竹演芸場の支配人が考案し、先に活動していたキャンデーボーイズをヒントに、キャンデーに対してチョコレートボンボンから取って付けた。
コンビで使う道具はすべて勇二郎が作成している。

## 出演

### テレビ番組
- 演芸特選(NHK衛星第2) 1996年11月1日、1998年1月26日、2000年10月18日、2001年1月4日、2001年11月6日、2002年2月15日[3]
- 笑いがいちばん(NHK総合) 1998年10月10日、2005年4月24日、2007年1月28日[3]
- 特集・BSあの歌この芸(NHK衛星第2) 2001年12月18日[3]
- BSふれあいホール『お楽しみ寄席』(衛星第2) 2004年5月3日[3]
- 桂三枝の演芸図鑑(NHK総合) 2012年1月29日[3]
- 笑点 特大号(BS日テレ) #83 2014年11月26日[4]
- 笑点(日本テレビ) 第2635回 2018年10月28日 - コラボ演芸：ボンボンブラザース×三遊亭小遊三×春風亭昇太[5]。特大号での放送は#274(2018年11月15日)[6]。
- 笑点(日本テレビ) 第2745回 2021年1月24日[7]。特大号での放送は#367(2021年2月11日)[8]。
- 武田鉄矢の昭和は輝いていた『寄席の名人芸～漫談、太神楽曲芸、紙切り…』（BSテレ東、2022年4月15日）

### DVD
- ナイツ独演会『主は今来て今帰る。』 - 2013年に開催されたナイツ独演会に出演した模様が収録されている。[9]

## 弟子

### 勇二郎
- 鏡味味千代 - 第5期国立太神楽養成生。
- 春本小助 - 第6期国立太神楽養成生。鏡味小時とコンビを組んでいる。
- 鏡味小時 - 第7期国立太神楽養成生。春本小助とコンビを組んでいる。

### 繁二郎
- 鏡味正二郎 - 第1期国立太神楽養成生。
- 鏡味初音 - 第4期国立太神楽養成生。現在はアメリカ在住、休業中。
- 鏡味よし乃 - 第7期国立太神楽養成生。